# Rachida Ouerdane
Rachida Ouerdane (tiếng Ả Rập: رشيدة وردان; sinh ngày 2 tháng 5 năm 1979) là một Judoka người Algérie, người thi đấu ở hạng trung. Cô là nhà vô địch ba lần tại Giải vô địch Judo châu Phi, và là người giành huy chương hai lần tại Đại hội Thể thao Địa Trung Hải. Cô cũng đã giành được một huy chương vàng trong cùng một bộ phận tại Đại hội Thể thao toàn châu Phi 2007 ở Algiers.
Ouerdane ra mắt chính thức cho Thế vận hội Mùa hè 2004 tại Athens, nơi cô đã thua trận đấu sơ bộ đầu tiên hạng trung bình nữ (70 kg), với một waza-ari (nửa điểm) và một kosoto gake (móc nhỏ bên ngoài), cho Qin Dongya của Trung Quốc.
Tại Thế vận hội Mùa hè 2008 ở Bắc Kinh, Ouerdane đã thi đấu lần thứ hai trong hạng cân 70 kg nữ. Cô đã nhận được một lời tạm biệt cho vòng sơ khảo thứ hai, trước khi thua cuộc trước một Edaza Bosch của Hà Lan. Bởi vì đối thủ của cô đã tiến sâu hơn vào bán kết, Ouerdane đã đưa ra một phát bắn khác cho huy chương đồng bằng cách đánh bại Sisilia Nasiga của Fiji, với một ippon và một gankame sankaku (khóa cánh tay hình tam giác nghiền nát), trong trận đấu lại đầu tiên. Thật không may, cô chỉ hoàn thành ở vị trí thứ chín, sau khi thua trận đấu thứ hai với Ronda Rousey của Hoa Kỳ, người đã ghi được thành công một ippon và một kuzure-kesa-gatame (giữ chiếc khăn quàng cổ bị hỏng), trong hai phút.